# بابلو بيرشارد
بابلو بيرشارد (بالإسبانية: Pablo Burchard)‏ هو رسام تشيلي، ولد في 4 نوفمبر 1875 في سانتياغو في تشيلي، وتوفي بنفس المكان في 13 يوليو 1964.